# WORD OF THE VOICE
「WORD OF THE VOICE」（ワード・オブ・ザ・ボイス）は、FLOWの楽曲で、メジャー15枚目（通算19枚目）のシングル。2008年6月4日にキューンレコードから発売。
公式サイトでのキャッチコピーは、『コエノシラセ。6年目のFLOWは、原点回帰から始まる。』。
前作「ありがとう」から約3ヵ月半ぶりのリリースで、「COLORS」以来となるアニメタイアップ作。また、本作から次作「WORLD END」「SNOW FLAKE 〜記憶の固執〜」と、PVはムラカミタツヤが監督を担当しており、3作はストーリーが繋がっている。

## 収録内容
| 全作曲: TAKESHI ASAKAWA。 |                                             |                 |                 |             |      |
| #                         | タイトル                                    | 作詞            | 作曲・編曲      | 編曲        | 時間 |
| 1.                        | 「WORD OF THE VOICE」                       | KOHSHI ASAKAWA  | TAKESHI ASAKAWA | FLOW & ha-j | 3:48 |
| 2.                        | 「ESCA」                                    | TAKESHI ASAKAWA | TAKESHI ASAKAWA | FLOW        | 3:18 |
| 3.                        | 「Always」                                  | KEIGO HAYASHI   | TAKESHI ASAKAWA | FLOW        | 4:05 |
| 4.                        | 「WORD OF THE VOICE -Instrumental-」        | KOHSHI ASAKAWA  | TAKESHI ASAKAWA | FLOW & ha-j | 3:47 |
| 5.                        | 「WORD OF THE VOICE -PERSONA Opening Mix-」 | KOHSHI ASAKAWA  | TAKESHI ASAKAWA | FLOW & ha-j | 1:34 |
| 合計時間:                 | 合計時間:                                   | 合計時間:       | 合計時間:       | 16:32       |      |

## 楽曲解説
1. WORD OF THE VOICE
  - 独立UHF系アニメ『ペルソナ 〜トリニティ・ソウル〜』後期オープニングテーマ（第14話 - 第26話）。
  - PVではメンバーが傷メイクに挑戦している[3]。また、ラストのサビの部分で、GOT'Sが壁にペンキをぶちまけるシーンがあるが、これは監督からの抜擢によるもの[3]。
2. ESCA
  - 「ESCA」とは、X線光電子分光のこと[4]。

## 初回特典
初回仕様盤には、スペシャルパッケージ仕様として、以下の特典が付属した。
1. FLOW/特殊カラー仕様ジャケット
2. PERSONA -trinity soul- 描き下ろしイラスト・ジャケットステッカー
3. ペルソナ発動!パラパラ・ステッカー封入（慎、諒、洵、全3種のうち1種封入）
4. FLOW/RINGTONE OF THE VOICE / シリアル番号封入（FLOWメンバー5人による、電話着信、メール着信、めざましコール）
5. PERSONA -trinity soul-/RINGTONE OF THE VOICE/シリアル番号封入（慎、洵、めぐみ、拓朗、叶鳴による、電話着信・メール着信・めざましコール）
  - 4と5の特典は、NTTドコモ、au、ソフトバンクの着うた対応機種のみのサービスで、2008年6月4日〜7月3日までの期間限定。

## 収録アルバム
オリジナル
- 『#5』 (#1)

ベスト
- 『カップリングコレクション』 (#2,#3)
- 『FLOW ANIME BEST』 (#1)
- 『FLOW ANIME BEST 極』（#1)
- 『FLOW THE BEST 〜アニメ縛り〜』 (#1)